# Ricimer
Pour l’article homonyme, voir Richomer.
Flavius Ricimer, né vers 405 et mort le 18 août 472 à Rome, est un général d’origine suève et wisigothe romanisé. Il s’appuie sur sa fonction de magister militum (maître de la milice) pour exercer le pouvoir effectif sur l’Empire romain d'Occident par l’entremise de souverains fantoches de 456 à sa mort en 472.
Militaire de carrière, Ricimer combat d’abord sous les ordres du magister militum Aetius et se lie d’amitié avec le futur empereur Majorien. Sous le règne de l’empereur Avitus, il remporte d’importantes victoires contre les Vandales et est promu magister militum praesentalis. Après la déposition d’Avitus, ne pouvant en raison de ses origines barbares et de sa confession arienne devenir empereur, il règne par l’entremise d’empereurs qu’il fait installer sur le trône, n’hésitant pas à renverser et assassiner ceux qui, comme Majorien et Anthémius, font preuve d’indépendance. Ceci conduit à plusieurs conflits avec les empereurs d’Orient dont certains refusent de ratifier ses choix.
Ricimer pouvait prétendre à être l'empereur romain dès 455, mais il ne le fut jamais, préférant diriger sous couvert d'empereurs fantoches, choisis avec soin par lui-même. Il connait l'empire et sait en effet que de nombreux empereurs ont été assassinés ; il redoute de subir un sort similaire. Son pouvoir est donc immense, et pour un grand nombre d'historiens, il est un « faiseur de rois », un empereur-bis ou simplement un régent d'empereurs faibles, sans charisme et souvent jeunes, d'un empire aux abois.

## Sources
Pour les événements s’étant déroulés dans l’Empire romain d’Occident au cours des deux générations ayant suivi la mort de Valentinien III, nous ne disposons que de maigres chroniques et de fragments écrits par les mêmes historiens qui ont écrit l’histoire de l’Empire d’Orient. De la législation des derniers empereurs, nous disposons de neuf « novelles » de Majorien, deux de Severus, trois d’Anthémius et d’une de Glycérius. Le panégyrique de Sidonius Apollinaris sur Avitus, Majorien et Anthémius de même que ses lettres donnent certaines informations sur les vingt-cinq dernières années de la domination romaine en Gaule. La vie de Severinus écrite par Eugippius, mort en 482, trace un portrait de la vie en Norique pendant cette période alors que la « Vie d’Éphiphane », évêque de Ticinum de 467 à 497, écrite par Ennodius nous trace celle de la vie en Italie du règne d’Anthémius à la conquête par les Ostrogoths. Le règne d’Odoacre est résumé dans l’introduction de l’histoire des guerres de Justinien contre les Goths par Procope de Césarée. Sur les conditions de vie en Italie pendant la domination des Ostrogoths, on consultera avec profit les lettres officielles que rédigea Cassiodorus alors qu’il était questeur, maitre des offices et préfet du prétoire.
Aussi, pour les rares sources, il n'est pas étonnant de constater que quasiment toutes furent rapportées par l'Empire romain d'Orient : depuis au moins plus de 50 ans avant 476, ce qui correspondait à l'Empire romain d'Occident était secoué de crises multiples. L'État classique disparaissait sous les effets d'une corruption généralisée. Les légionnaires qui n'avaient plus de soldes retournaient chez eux, ou intégraient des sortes de milices qui pillaient les campagnes. Les barbares causaient de grandes violences, la justice n'était plus audible, la monnaie ne circulait presque plus, et la vie économique était en plein ralentissement. Une grande partie de la population adoptait alors un mode de vie de subsistance, et la misère était très présente. L'analphabétisme devenait donc lui aussi une norme, ce qui contribuera à justifier la quasi-absence de sources, pour ce qui correspondait à l'Empire romain d'Occident d'alors. La population comprenait alors peut-être plus de 95 % d' analphabètes. Les rares personnes alphabétisées étaient alors des prêtres, des religieux (moines ou sœurs), et quelques rares dignitaires et administrateurs.

## Famille

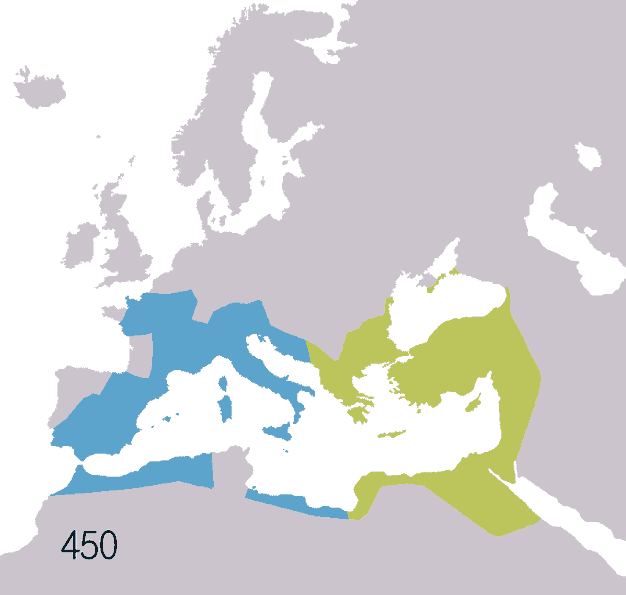
Les Empires romains d'Orient et d'Occident en 450.

Flavius Ricimer était le fils du roi suève de Galice (Espagne), Rechila. Sa mère était la fille du roi des Wisigoths, Wallia (ou Vallia). La famille était de confession arienne. On croit que cette alliance entre Suèves et Wisigoths a eu lieu avant la mort de Wallia en 418, après quoi les successeurs de celui-ci se tournèrent contre les survivants de la famille royale. La conclusion d’une entente militaire avec l’Empire romain étant souvent la seule solution « pour ceux qui perdaient la course au leadership chez les barbares », c’est probablement de cette façon que la famille de Ricimer entra au service de Rome.
Ricimer lui-même épousa en 467 la sœur du roi des Burgondes, Gondioc.

## Les premières années

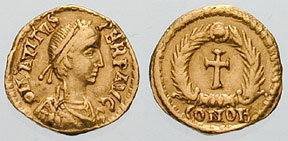
L'empereur Avitus, 455-456.

Après avoir passé sa jeunesse à la cour de l’empereur Valentinien III, Ricimer se distingua d’abord en combattant sous les ordres du magister militum Flavius Aetius, aux côtés du comes domesticorum Majorien dont il devint l’ami.
Le trône de l’Empire romain d’Occident devint vacant après les assassinats respectifs d’Aetius et de l’empereur Valentinien III en 454 et 455, orchestrés semble-t-il par le sénateur Petronius Maximus qui se proclama empereur; celui-ci devait toutefois être assassiné par la foule peu avant le sac de la ville par les Vandales en 455. Après le sac, le roi des Wisigoths, Théodoric II choisit comme empereur le magister militum per Gallias, Eparchius Avitus. En contrepartie, celui-ci dut permettre l’entrée des Wisigoths en Espagne jusque-là contrôlée par les Suèves. Une fois l’entente scellée entre les deux hommes, le nouvel empereur marcha sur Rome, à la tête des Wisigoths.
Une fois Avitus installé à Rome, Majorien se rallia, bien qu’à contrecœur, au nouvel empereur. Après quoi Avitus nomma Ricimer comes ou comte, fonction militaire importante quoique de portée réduite puisque l’Empire d’Occident ne comprenait plus que la péninsule italienne et une partie de la Gaule méridionale, soit une fraction de ce qu’avait été l’empire aux siècles précédents.
Ricimer leva alors une armée composée de mercenaires germaniques et commença une série de campagnes dirigées contre d’autres « tribus barbares » en conflit avec Rome. Il remporta sa première victoire importante en 456 lorsqu’il défit les Vandales au cours d’une bataille navale. Après cette victoire en Mer Méditerranée, Ricimer fut promu magister militum praesentalis, c’est-à-dire commandant en chef de l’armée de campagne en Italie, poste qui faisait de lui le deuxième personnage en importance de l’empire.
Ricimer utilisa sa nouvelle position pour aider son collègue Majorien à conspirer contre Avitus dont la nomination comme empereur d’Occident n’avait pas encore été reconnue par l’empereur d’Orient, Marcien. Ricimer et Majorien convainquirent le sénat d’autoriser une expédition militaire contre Avitus qui avait transféré la capitale impériale à Ravenne. Les deux généraux prirent la tête d’une armée qui vainquit l’armée impériale dirigée par le magister militum Remistus à Piacenza le 16 octobre 456. Ils se dirigèrent alors vers Ravenne, en firent le siège et capturèrent Avitus qu’ils forcèrent à devenir évêque de Piacenza avant de l’exécuter,. Le trône d’Occident vacant, l’empereur Léon Ier conféra à Ricimer le titre de patrice et le nomma magister militum le 28 février 457. Majorien remplaça alors Ricimer à la tête des armées d’Italie. En l’absence d’un empereur, Léon espérait pouvoir utiliser Ricimer comme son vice-roi en Occident.

## Magister militum

### Sous Majorien (457-461)

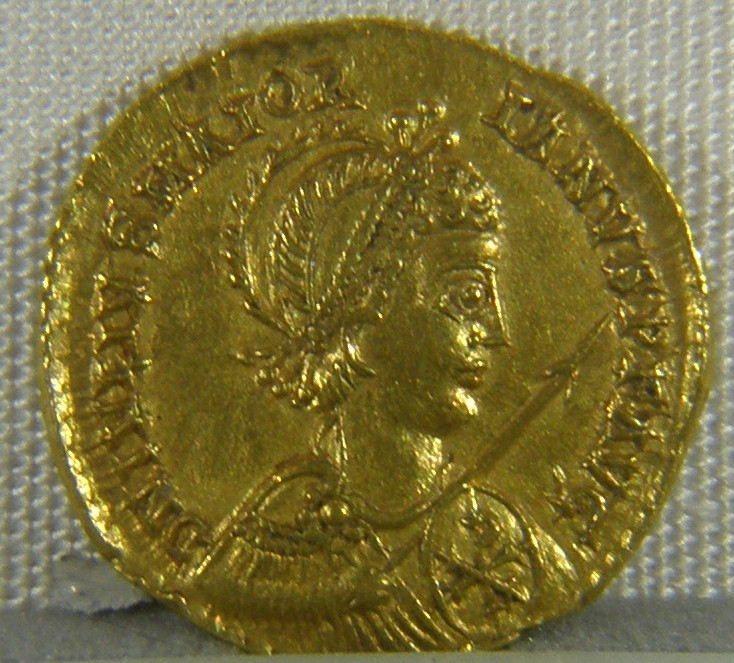
L'empereur Majorien, 457-461.

En tant que magister militum de confession arienne, Ricimer ne pouvait aspirer lui-même au trône. L’alternative qui s’offrait à lui était ou bien de mettre fin au règne des empereurs d’Occident et de diriger le territoire à titre de vice-roi de Léon à Constantinople, ou bien d’exercer son propre pouvoir à travers un empereur fantoche. Il eut volontiers adopté la première solution, mais l’aristocratie romaine s’y refusait absolument, de telle sorte qu’il dut se rabattre sur la seconde,.
En l’absence d’empereur en Occident, les Alamans, quittant la Rhétie, pénétrèrent en Italie où ils s’enfoncèrent jusqu’au lac Majeur. Majorien vint à leur rencontre et les défit. Le 1er avril 457, il fut acclamé empereur par ses troupes près d’un endroit appelé ad Columellas. Espérant que Majorien pourrait lui servir d’empereur fantoche, Ricimer pressa Léon de donner son accord à cette nomination. En retour, Majorien nomma Ricimer consul pour l'Occident en 459, nomination qui ne fut pas reconnue par l’empereur d’Orient pour des motifs assez obscurs.
Il dut bientôt déchanter : Majorien s’avéra un dirigeant avisé qui prit ses distances face à son magister militum et démontra qu’il était lui-même un excellent général en reconquérant la Gaule et en faisant campagne en Hispanie. Majorien parvint ainsi à soumettre les Wisigoths qui durent reprendre leur statut de foederati antérieur à Avitus, ce qui augmenta le prestige du nouvel empereur face au sénat et à l’armée. Après quoi Majorien se prépara pour une campagne contre les Vandales de Genséric. Majorien étant parti en Hispanie, Ricimer se retrouva seul en Italie.
Majorien fut toutefois défait par Genséric près de ce qui est aujourd’hui Valence (Espagne) alors qu’il mettait sur pied une armée de mercenaires. Ricimer incita le sénat à se retourner contre l’empereur, lequel, après avoir démantelé son armée, rentra en Italie. Apprenant que l’empereur se trouvait à Tortona, Ricimer l’y fit arrêter. Il le fit déposer le 3 août 461, torturer et finalement exécuter le 7 août,,.

### Sous Libius Severus (461-465)

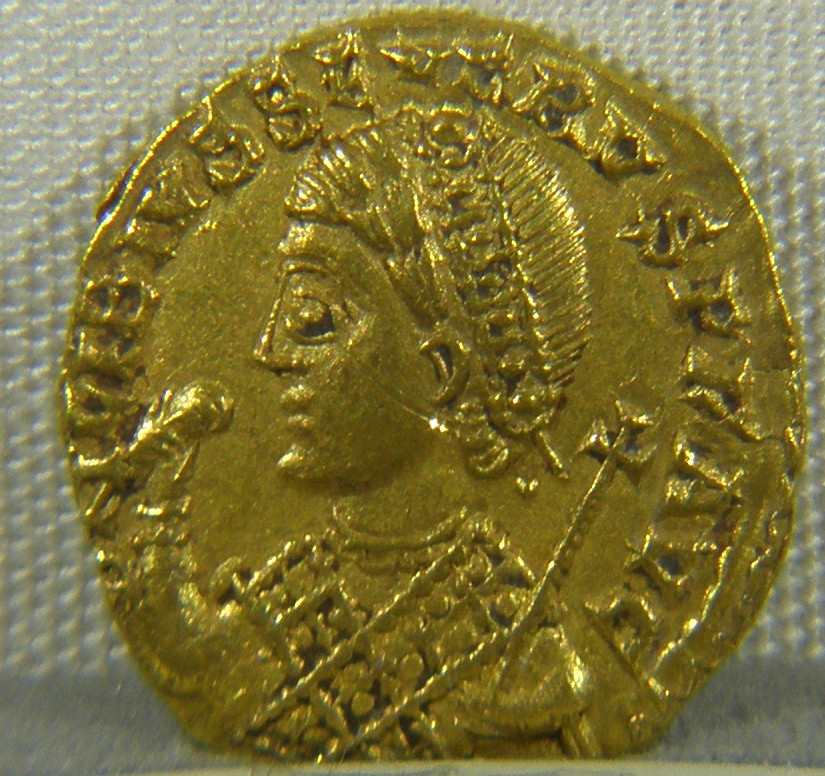
L'empereur Libius Severus, 461-465.

Le meurtre de Majorien par Ricimer fut mal accueilli dans le haut commandement de l’armée romaine, notamment par le magister militum des Gaules, Ægidius, et le magister militum d’Illyrie, Marcellinus, en pratique indépendants du pouvoir impérial sur leur territoire respectif. Ces deux généraux refusèrent de reconnaître le coup d’État de Ricimer et entrèrent en conflit avec lui. Durant plusieurs mois, Ricimer dirigea l’Empire d’Occident sans empereur. Pendant ce temps, le roi vandale Genséric mettait de l’avant la candidature de son gendre, membre influent de l’aristocratie sénatoriale romaine, Olybrius. Les fils d’Olybrius et de Genséric avaient épousé les deux filles de Valentinien III,. La pression du sénat et de l’aristocratie augmentant pour que soit nommé un nouvel empereur, ce fut un sénateur de faible personnalité, Libius Severus, qui fut choisi et proclamé à Ravenne en novembre 461. Si Libius fut reconnu par le sénat romain, l’empereur d’Orient Léon Ier refusa de le reconnaître comme son collègue en Occident. En dépit de l’opposition des généraux occidentaux, Ricimer devint ainsi le maître de Rome par le truchement de l’empereur fantoche.
Outre l’opposition politique de l’Empire d’Orient, Ricimer et Libius Severus durent faire face aux attaques menées par les Vandales dirigés par Genséric qui n’abandonnait pas l’idée de voir Olybrius monter sur le trône. Les Vandales avaient commencé leurs raids sur la côte italienne après l’assassinat de Valentinien III en 455, ébranlant sérieusement l’économie du pays. Après que Léon Ier eut refusé de reconnaître Severus comme empereur légitime et d’envoyer des secours en Occident, Constantinople conclut un traité de paix avec Genséric en 462,, laissant ceux-ci continuer leurs raids dans l’Empire d’Occident. Les revenus provenant des taxes ayant diminué et les principales armées occidentales se retrouvant sous commandement de l’opposition, Ricimer avait grand besoin des secours d’Orient pour maintenir l’ordre en Occident. Léon se refusant absolument à reconnaître Severus, celui-ci en dépit de sa nature docile, devenait donc un obstacle pour le pouvoir de Ricimer qui résolut de faire empoisonner l’empereur,,, à la suite de quoi il continua à gouverner l’empire pendant dix-sept mois, le plus long intervalle jusque-là, en attendant que Léon nomme un successeur.

### Sous Anthémius (467-472)

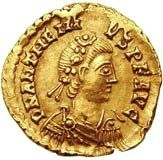
L'empereur Anthémius, 467-472.

Les Vandales prirent prétexte de cette vacance du trône pour tenter de jouer un rôle plus important dans la politique impériale. Genséric comptait sans doute que si Olybrius montait sur le trône, il pourrait lui-même remplacer Ricimer comme véritable maître de l’Empire d’Occident. Pour accroître la pression sur Léon, les Vandales étendirent leurs attaques jusque-là limitées à la Sicile et à l’Italie aux territoires de l’Empire d’Orient, massacrant ou réduisant en esclavage les habitants de l’Illyrie, du Péloponnèse et d’autres parties de la Grèce.
Pour contrer ces raids vandales, Léon nomma en 467 le magister militum de l’armée d’Illyrie, Anthémius, empereur d’Occident. Chargé de s’assurer du trône d’Occident et de reprendre l’Afrique du Nord aux Vandales, Anthémius fut ainsi envoyé en Italie avec une armée commandée par le magister militum de Dalmatie, Marcellinus, qui s’était déjà rebellé contre Ricimer. Celui-ci dut initialement percevoir ce geste comme visant à ébranler sa propre autorité. Contrairement à Libius Severus que rien ne distinguait, Anthémius avait déjà remporté divers succès sur le front militaire et était rattaché par des liens familiaux à la dynastie théodosienne. Toutefois, ne pouvant se passer de l’appui de l’Orient, Ricimer fut forcé de se plier aux circonstances et, pour consolider sa position, épousa la fille d’Anthémius, Alypia.
Après s’être assuré du trône, Anthémius conféra à Marcellinus le rang de patrice. En Orient, il était habituel d’avoir deux généraux en chef, ce qui n’était pas le cas en Occident. Cette manœuvre dut être vue comme une tentative de la part du nouvel empereur de limiter les pouvoirs de Ricimer. Tant Léon qu’Anthémius avaient constaté la difficulté pour les empereurs d’Occident d’exercer leur autorité sur l’armée en Occident lorsque l’armée était commandée par un unique commandant en chef.
En 468, l’empereur Léon organisa une grande campagne contre les Vandales d’Afrique du Nord où Genséric persistait dans sa volonté de mettre Olybrius sur le trône d’Occident. Cette campagne devait prendre une dimension considérable, les armées d’Orient et d’Occident y engageant une partie substantielle de leurs forces. Le commandement suprême des forces combinées fut confié au magister militum de Thrace, Basiliscus, beau-frère de Léon, alors que le commandement des forces occidentales allait à Marcellinus. La stratégie consistait en une triple attaque de Basiliscus, de Marcellinus et du comte d’Égypte, Héraclius d’Édesse. Basiliscus devait mettre pied à terre à quelque distance de Carthage avec le gros des troupes transporté jusque-là par une armada de quelque 1 000 navires, puis rejoindre les troupes d’Héraclius arrivant de la Tripolitaine. Marcellinus devait s’emparer de la Sicile et de la Sardaigne, puis avancer sur Carthage. Ricimer, sous le commandement de Marcellinus, dirigeait une partie importante des forces occidentales de l’expédition. Son comportement laisse croire qu’il souhaitait secrètement la défaite de cette expédition, ce qui se produisit après la désastreuse bataille du Cap Bon. La majeure partie de l’armada fut détruite pendant que Marcellinus était assassiné par ses propres soldats en Sicile, peut-être à l’instigation de Ricimer lui-même.
Cette campagne infructueuse contre les Vandales ruina les Empires d’Orient et d’Occident tout en réduisant de beaucoup leur puissance militaire. Lorsqu’ils eurent vent de cette désastreuse défaite, les Wisigoths reprirent leur guerre d’expansion contre l’Occident pendant que les Vandales reprenaient leurs raids en Italie. De plus, Marcellinus étant mort, Ricimer se retrouvait seul commandant en chef en Occident. La mort de Marcellinus ne fit que creuser le fossé entre l’empereur et Ricimer. Les relations entre Anthémius et Ricimer n’avaient jamais été cordiales. Anthémius avait établi sa résidence à Rome, Ricimer à Milan. La rupture survint à l’occasion du procès pour trahison que l’empereur intenta contre Romanus, magister officiorum et proche ami de Ricimer. Romanus fut condamné à mort en 470 et exécuté. Les relations se détériorèrent au point où Ricimer ne parlait plus de l’empereur que comme d’un « petit Grec » ou de « Galate excitable » alors que celui-ci parlait de son général comme d’un « barbare couvert de fourrure ». Ricimer se dirigea alors vers Mediolanum avec une armée de plusieurs milliers de soldats. La population craignait tant une nouvelle guerre civile qu’Épiphane, évêque de Ticinum fut envoyé comme médiateur.
En dépit des efforts de l’évêque, la guerre ouverte éclata entre Ricimer et Anthémius en 472. Ricimer, accompagné d’unités de mercenaires barbares dont faisaient partie les soldats d’Odoacre, marcha sur Rome. Assiégé, Anthémius chercha refuge dans la basilique Saint-Pierre. Léon envoya Olybrius négocier une trêve entre Ricimer et Anthémius mais, selon Jean Malalas, il fit également parvenir une lettre à Anthémius l’engageant à tuer Olybrius. Ricimer intercepta cette lettre et, après l’avoir montrée à Olybrius, proclama celui-ci empereur,. Le siège dura cinq mois. Ricimer finit par entrer dans la ville après avoir séparé le port sur le Tibre du Palatin, affamant les partisans de l’empereur. Les deux parties réclamèrent l’aide de Gondebaud, commandant burgonde des armées de Gaule, lequel prit fait et cause pour son oncle, Ricimer,.
Anthémius résista jusqu’à ce que ses partisans désertent. Déguisé en mendiant, l’empereur tenta de fuir, mais fut rattrapé alors qu’il se trouvait dans l’église de Sainte-Marie-du Trastavere, où il fut décapité le 11 juillet 472,.

## La fin

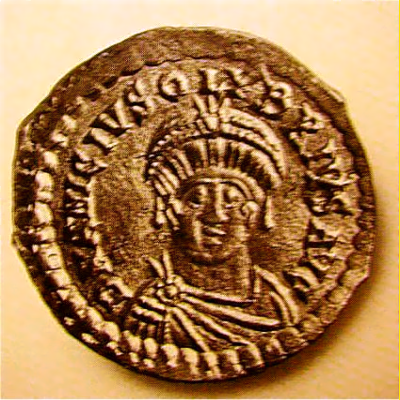
L'empereur Olybrius, 472.

Le « règne » de Ricimer continua jusqu’à sa mort due à une hémorragie, six semaines après la déposition d’Anthémius, le 18 août 472. Son neveu, Gondebaud, prit alors le titre de patrice et la fonction de commandant en chef des forces armées,.
Olybrius ne devait survivre que treize jours à Ricimer, soit incarner le règne le plus court de tous les empereurs fantoches. Sans personnalité d’envergure pour redresser la situation, l’Empire d’Occident vit alors une rapide succession d’empereurs, aucun d’entre eux ne réussissant à consolider son pouvoir. La lignée des empereurs d’Occident prit fin en 476 (déposition de Romulus Augustulus par Odoacre) ou en 480 (mort de l’empereur Nepos) selon les auteurs. Le pouvoir impérial fut alors réunifié dans les mains de l’empereur d’Orient à Constantinople.